# Băița de sub Codru
Băița de sub Codru é uma comuna romena localizada no distrito de Maramureș, na região histórica da Transilvânia. A comuna possui uma área de 51.29 km² e sua população era de 1852 habitantes segundo o censo de 2007.